# Strechenbach
Der Strechenbach ist einer der größeren Nebenflüsse der Palten. Der Fluss entspringt östlich der Ortschaft Strechen in den Rottenmanner Tauern.

## Verlauf
Der Gebirgsfluss durchfließt das Tal der Strechen zuerst in nordwestliche Richtung, bis er bei der Einmündung des Rohrachbaches die Richtung gen Norden wechselt. Danach durchfließt er die Rottenmanner Klamm sowie den gleichnamigen Ort. Nördlich von Strechau erreicht der Strechenbach den Talausgang ins Paltental. Inmitten von Strechau zweigt ein Teil des Flusses nach links ab und mündet kurz vor dem Einfluss in die Palten wieder in den Strechenbach. Diese beiden Bäche werden bis zum Zusammenfluss Birn sowie Strechaubach genannt.